# Trichispa sericea
Trichispa sericea es una especie de insecto coleóptero de la familia Chrysomelidae.
Fue descrita científicamente en 1838 por Guérin-Méneville.